# Собор Рождества Богородицы (Уфа)
Собор Рождества Богородицы (Рождественский собор, ранее — Рождество-Богородицкая церковь) — православный храм в городе Уфе, кафедральный собор Уфимской епархии и Башкортостанской митрополии Русской православной церкви (с мая 2016 года).
Один из самых вместительных православный храмов города, который может принять до нескольких тысяч человек одновременно.

## Описание
Храм представляет собой небесно-голубого цвета здание с золотыми куполами. Высота собора — 21 м, колокольни — 47 м. Нынешний облик храма — это, по меньшей мере, четвёртая реконструкция здания. В отделке стен и пола использован камень — розовый итальянский, белый греческий и жёлтый пакистанский мрамор. Зеленые плитки мозаики — итальянский серпентинит, серо-голубые — южноафриканский гранит. Все стены и потолки расписаны.

## История
Краснокирпичная приходская церковь Рождества Богородицы была заложена в 1889 или в 1901 году на месте, подобранном уфимским епископом Антонием (Храповицким). Строительство храма затягивалось, пока не помог деньгами уфимский купец Никифор Миронович Патокин.
23 августа 1909 года на колокольню построенного храма были подняты колокола. Из восьми установленных колоколов самый большой весил 50 пудов 35 фунтов, самый маленький — 10 фунтов. Церковь была кирпичной, с трёхъярусной колокольней и деревянным одноглавым куполом, обитым железом и окрашенным в кирпичный цвет. На куполе колокольни и алтаря были железные кресты, бронзированные через огонь, крыша покрыта железом и окрашена в зелёный цвет. Полы асфальтовые, края цементные. Длина церкви, считая и колокольню, 206,5 саженей, наибольшая ширина 10,5 саженей.
6 сентября 1909 года преосвященным Нафанаилом, епископом Уфимским и Минзелинским, было совершено освящение храма в честь Рождества Пресвятой Богородицы. Первым настоятелем был Василий Григорьевич Лезенков.
После революции в 1919 году здесь разместили госпиталь, но храм оставался действующим. 5 апреля 1934 года БашЦИК распорядился закрыть церковь, здание передали «Башкино» в декабре 1935 года для установления звукового кино. С октября 1938 года в церкви разместили авиамастерские.
В 1955 году Уфимский горсовет передал здание храма под кинотеатр, который получил наименование «Йондоз» ("Звезда"). При этом была уничтожена купольная часть и наполовину снесены опорные столбы. Кинотеатр находился в церкви до 1991 года.
21 августа 1991 года здание возвратили Русской православной церкви. Первым настоятелем после открытия храма был Борис Борисович Развеев. Началась перестройка бывшей приходской церкви под собор епархии. С благословения Никона епископа Уфимского и Стерлитамакского отец Борис произвел реконструкцию здания. Храм был расширен, надстроена колокольня, покрыта железом крыша.
Реконструкция продолжалась около 15 лет. Руководитель творческого коллектива — А. П. Фаворский. Главный архитектор проекта — Елена Алексеевна Фаворская.

## Реликвии
В храме находятся части мощей святых: святого Николая Чудотворца, равноапостольной Нины Грузинской, великомучеников Пантелеимона Целителя, Георгия Победоносца и Варвары, мучеников Вонифатия, Трифона и Татианы, преподобномучениц Елисаветы и Варвары, преподобных Сергия Радонежского, Серафима Саровского, Моисея Уфимского и Зосимы Еннатской, благоверных князей Александра Невского, Петра и Февронии, Феодора, Давида и Константина Ярославских, правоверных Симеона Верхотурского и Феодора Ушакова, блаженных Космы Верхотурского, Павла Таганрогского и Варвары Сворчихинской (Уфимской).
К храмовым святыням относятся иконы Святой Живоначальной Троицы (с частью дуба Мамврийского) и Тайной Вечери с частью Сионской Горницы, где проходила Вечеря. Чтимые иконы:
- Иверская икона Божией Матери,
- «Взыскание погибших» икона Божией Матери,
- «Усекновение главы Иоанна Предтечи».

## Отделы епархии
На храмовой территории размещены следующие отделы Уфимской епархии:
- Миссионерский отдел
- Молодёжный отдел
- Добровольческий центр Башкортостанской митрополии
- Епархиальный склад церковной утвари и духовной литературы
- Епархиальная бухгалтерия